# Nicole Algan
Nicole Algan (13 de junho de 1924 – 29 de maio de 1986) foi uma escultora francesa.

## Biografia

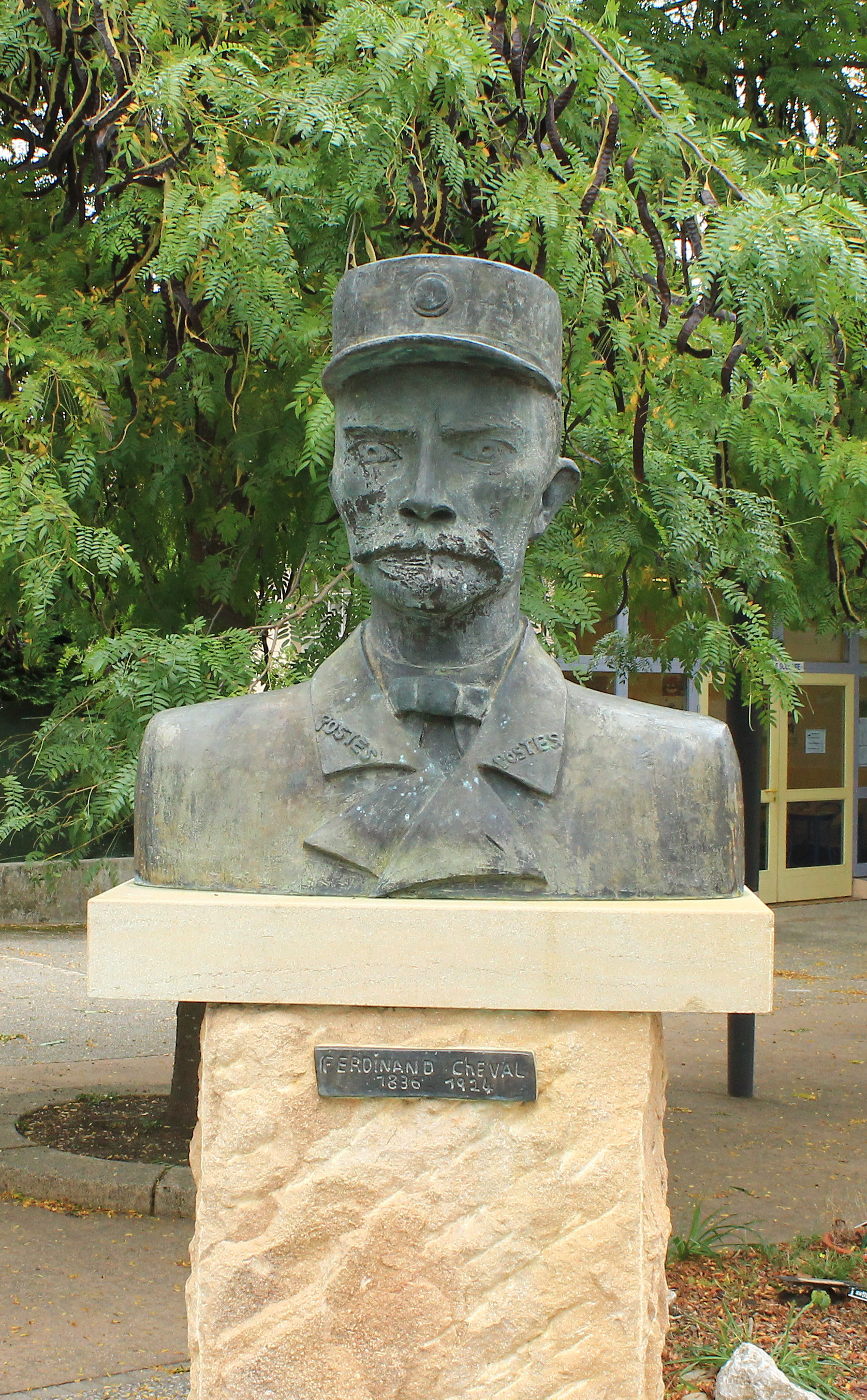
Busto do carteiro francês Ferdinand Cheval, por Nicole Algan

De 1942 a 1944 Algan estudou na École des Beaux-arts de Paris, no estúdio de Charles Despiau . Depois, trabalhou com Derain de 1944 a 1954.

## Colecções
- Musée de Grenoble[2]
- Hauterives, busto no Palais du Facteur Cheval[3]
- Musée des Beaux-Arts de Lyon: Le petit dieu, escultura, madeira e aço, 137 x 70 x 30 cm[4]